# Aunay-les-Bois
Aunay-les-Bois és un municipi francès situat al departament de l'Orne i a la regió de Normandia. L'any 2007 tenia 155 habitants.

## Demografia

### Població
El 2007 la població de fet d'Aunay-les-Bois era de 155 persones. Hi havia 53 famílies de les quals 8 eren unipersonals (4 homes vivint sols i 4 dones vivint soles), 20 parelles sense fills i 25 parelles amb fills.
La població ha evolucionat segons el següent gràfic:
Habitants censats

### Habitatges
El 2007 hi havia 83 habitatges, 55 eren l'habitatge principal de la família, 19 eren segones residències i 8 estaven desocupats. Tots els 83 habitatges eren cases. Dels 55 habitatges principals, 40 estaven ocupats pels seus propietaris, 12 estaven llogats i ocupats pels llogaters i 3 estaven cedits a títol gratuït; 4 tenien dues cambres, 10 en tenien tres, 14 en tenien quatre i 27 en tenien cinc o més. 38 habitatges disposaven pel capbaix d'una plaça de pàrquing. A 23 habitatges hi havia un automòbil i a 28 n'hi havia dos o més.

### Piràmide de població
La piràmide de població per edats i sexe el 2009 era:
| Homes | Edats   | Dones |
| ----- | ------- | ----- |
| 0     | 95 o +  | 0     |
| 0     | 90 a 94 | 0     |
| 2     | 85 a 89 | 0     |
| 2     | 80 a 84 | 2     |
| 1     | 75 a 79 | 3     |
| 7     | 70 a 74 | 3     |
| 3     | 65 a 69 | 6     |
| 3     | 60 a 64 | 3     |
| 3     | 55 a 59 | 1     |
| 5     | 50 a 54 | 1     |
| 2     | 45 a 49 | 4     |
| 4     | 40 a 44 | 2     |
| 7     | 35 a 39 | 7     |
| 5     | 30 a 34 | 7     |
| 3     | 25 a 29 | 3     |
| 5     | 20 a 24 | 3     |
| 5     | 15 a 19 | 4     |
| 5     | 10 a 14 | 12    |
| 6     | 5 a 9   | 5     |
| 6     | 0 a 4   | 4     |

## Economia
El 2007 la població en edat de treballar era de 94 persones, 68 eren actives i 26 eren inactives. De les 68 persones actives 63 estaven ocupades (34 homes i 29 dones) i 5 estaven aturades (3 homes i 2 dones). De les 26 persones inactives 9 estaven jubilades, 7 estaven estudiant i 10 estaven classificades com a «altres inactius».

### Ingressos
El 2009 a Aunay-les-Bois hi havia 66 unitats fiscals que integraven 183 persones, la mediana anual d'ingressos fiscals per persona era de 14.781 €.

### Activitats econòmiques
Dels 6 establiments que hi havia el 2007, 2 eren d'empreses de construcció, 1 d'una empresa de comerç i reparació d'automòbils i 3 d'empreses classificades com a «altres activitats de serveis».
Dels 2 establiments de servei als particulars que hi havia el 2009, 1 era un paleta i 1 empresa de construcció.
L'any 2000 a Aunay-les-Bois hi havia 12 explotacions agrícoles que ocupaven un total de 605 hectàrees.

## Poblacions més properes
El següent diagrama mostra les poblacions més properes.